# هنسی

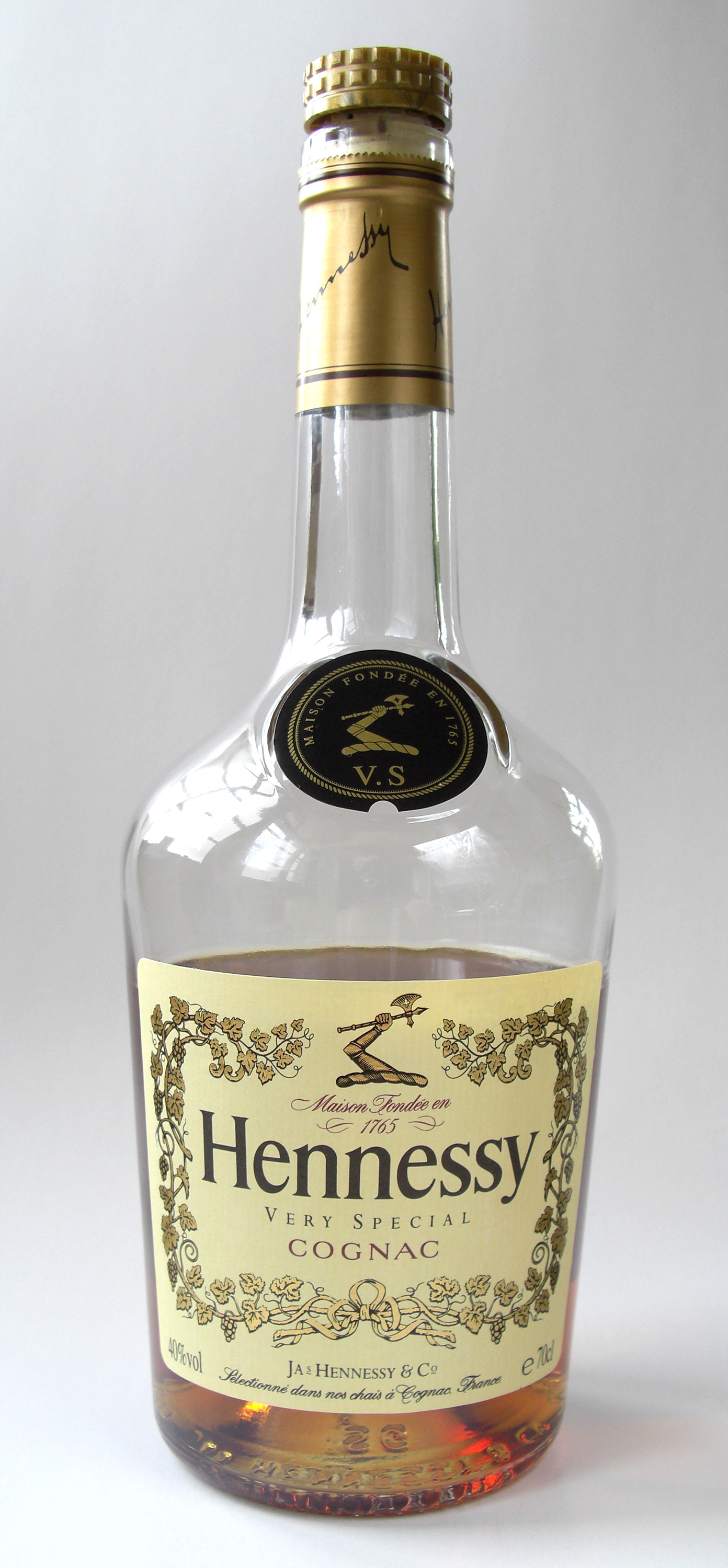
بطری هنسی کنیاک وی‌اس (Very Special:بسیار ویژه)

هنسی (به فرانسوی: Hennessy) بزرگترین شرکت تولیدکننده کنیاک در جهان است، که دفتر مرکزی آن در شهر کنیاک، فرانسه قرار دارد.
شرکت هنسی، در سال ۱۷۶۵ توسط یک ایرلندی بنام ریچارد هنسی تأسیس شد و هم‌اکنون از شرکت‌های زیر مجموعه شرکت ال و ام هاش، محسوب می‌شود.
امروزه، شرکت هنسی در حدود ۱۰۲ میلیون بطری در سال، به سراسر جهان عرضه می‌کند، که معادل ۴۵٪ درصد از کنیاک مصرفی جهان را، شامل می‌شود.